# Fédération nationale des élus socialistes et républicains
 (janvier 2025).
La Fédération nationale des élus socialistes et républicains (FNESR) est l'association des élus du Parti socialiste et apparentés en France. Elle coordonne les élus et participe à leur formation et à leur information, en particulier sur la gestion des collectivités locales.
Dans chaque département, une UDESR regroupe les élus du territoire concerné.
Elle tient ses bureaux au no 12 de la Cité Malesherbes à Paris.

## Historique
En 1922, Henri Sellier, maire de Suresnes, crée la Fédération des élus municipaux et cantonaux. Après la guerre, en 1945, l'association est reconstituée sous le nom de Fédération nationale des élus socialistes et républicains.
En 2011, la FNESR fusionne avec CONDORCET-FORMATION. Elle propose donc, depuis, des formations à destination des élus.
François Rebsamen démissionne de son poste de président en septembre 2021 et est remplacé par Carole Delga, première vice-présidente. À la suite du 80e congrès du Parti socialiste, c'est la maire de Vaulx-en-Velin, Hélène Geoffroy, qui prend les rênes de la fédération.

## Liste des présidents
| Periode     | Nom                | Photo                          |
| ----------- | ------------------ | ------------------------------ |
| 1922-1940   | Henri Sellier      |                                |
| 1945-1952   | Denis Cordonnier   | Recherche d'une image en cours |
| 1952-1956   | Gaston Deferre     |                                |
| 1956-1977   | Maurice Pic        | Recherche d'une image en cours |
| 1977-1984   | Hubert Dubedout    |                                |
| 1984-1987   | Franck Serusclat   |                                |
| 1987-1990   | Pierre Mauroy      |                                |
| 1990-1992   | Jean-Pierre Joseph | Recherche d'une image en cours |
| 1992-1993   | Jean-Marc Ayrault  |                                |
| 1993-2001   | Bernard Poignant   | Recherche d'une image en cours |
| 2003-2010   | Claudy Lebreton    |                                |
| 2010-2012   | Marylise Lebranchu |                                |
| 2012-2016   | Pierre Cohen       |                                |
| 2016-2021   | François Rebsamen  |                                |
| 2021-2022   | Carole Delga       |                                |
| Depuis 2023 | Hélène Geoffroy    |                                |